# يسبر كريستيانسين
يسبر رينغسبورغ كريستيانسين (بالدنماركية: Jesper Christiansen)‏ (مواليد 24 أبريل 1978 في روسكيلد) لاعب كرة قدم دنماركي يلعب حاليا لصالح نادي فيندشيشل الدنماركي . .

## روابط خارجية
- يسبر كريستيانسين على موقع الاتحاد الدولي (مؤرشف)  (الإنجليزية)
- يسبر كريستيانسين على موقع الاتحاد الأوربي (الإنجليزية)
- يسبر كريستيانسين على موقع قاعدة بيانات كرة القدم.إي يو (الإنجليزية)
- يسبر كريستيانسين على موقع ناشيونال فوتبول تيمز (الإنجليزية)
- يسبر كريستيانسين على موقع Soccerbase.com (لاعب) (الإنجليزية)
- يسبر كريستيانسين على موقع Soccerway.com (الإنجليزية)
- يسبر كريستيانسين على موقع عالم كرة القدم.نت (الإنجليزية)
- يسبر كريستيانسين على موقع كووورة